# Titouan Perrin-Ganier
Titouan Perrin-Ganier (28 juni 1991) is een Frans mountainbiker gespecialiseerd in de eliminator.
Perrin-Ganier won van 2017 tot en met 2020 vier keer op rij het Wereldkampioenschap cross-country eliminator. In 2017, 2018 en 2020 won hij in deze discipline ook het Europees kampioenschap.

## Palmares
2013
 Frans kampioenschap, eliminator
2014
 Frans kampioenschap, eliminator
2015
 Frans kampioenschap, eliminator
2016
 Frans kampioenschap, eliminator
2017
 Frans kampioenschap, eliminator
 Europees kampioenschap, eliminator
 Wereldkampioenschap, eliminator
2018
 Frans kampioenschap, eliminator
 Europees kampioenschap, eliminator
 Wereldkampioenschap, eliminator
2019
 Europees kampioenschap, eliminator
 Wereldkampioenschap, eliminator
2020
 Frans kampioenschap, eliminator
 Europees kampioenschap, eliminator
 Wereldkampioenschap, eliminator